# Lara Blažeković
Lara Blažeković (25. svibnja 2009.) hrvatska je reprezentativka u hrvanju slobodnim načinom za žene. Članica je hrvačkog kluba Podravka iz Koprivnice. Osvajačica je europskog srebra na EP U15 (2024.) i bronce s EP U17 (2024.). Trener joj je Ivan Lončarić.

## Sportski uspjesi
- Europsko prvenstvo 2024.: Srebrna medalja (42 kilograma) na Europskom prvenstvu u Grčkoj za uzrast starijih djevojčica do 15 godina, nakon tri pobjede i jednog poraza u finalu protiv mađarske natjecateljice.[4]
- Prvenstvo Balkana 2024.: Prvakinja Balkana u uzrastu do 15 godina u kategoriji do 42 kilograma, nakon pet čistih pobjeda te ukupnim rezultatom od 52 tehnička boda uz samo jedan izgubljeni bod.[5]
- Kadetsko prvenstvo Europe 2024.: Brončana medalja (43 kilograma) u Novom Sadu, pobijedivši rusku natjecateljicu u borbi za broncu s konačnih 9:7. Na istom natjecanju bila je najmlađa i najmanja u svojoj kategoriji.[6]
- ISF GYMNASIADA 2024.: Brončana medalja u Manami u kategoriji do 43 kilograma.[7]

## Nastupi

### Službena natjecanja
| Datum               | Natjecanje          | Grad/Država                 | Stil hrvanja    | Uzrast | Kategorija | Plasman |
| ------------------- | ------------------- | --------------------------- | --------------- | ------ | ---------- | ------- |
| 14. lipnja 2025.    | Europsko prvenstvo  | Skoplje/Sjeverna Makedonija | Hrvanje za žene | U17    | 46         | 15.     |
| 29. listopada 2024. | ISF Gymnasiada      | Manama/Bahrein              | Hrvanje za žene | U17    | 43         | Bronca  |
| 6. listopada 2024.  | Balkansko prvenstvo | Skopje/Makedonija           | Hrvanje za žene | U15    | 42         | Zlato   |
| 19. kolovoza 2024.  | Svjetsko prvenstvo  | Amman/Jordan                | Hrvanje za žene | U17    | 43         | 11.     |
| 24. lipnja 2024.    | Europsko prvenstvo  | Novi Sad/Srbija             | Hrvanje za žene | U17    | 43         | Bronca  |
| 15. svibnja 2024.   | Europsko prvenstvo  | Loutraki/Grčka              | Hrvanje za žene | U15    | 42         | Srebro  |
| 6. srpnja 2023.     | Europsko prvenstvo  | Kaposvár/Mađarska           | Hrvanje za žene | U15    | 39         | 5.      |
| 5. svibnja 2023.    | Balkansko prvenstvo | Serres/Grčka                | Hrvanje za žene | U15    | 39         | Srebro  |
| 16. srpnja 2022.    | Europsko prvenstvo  | Zagreb/Hrvatska             | Hrvanje za žene | U15    | 39         | 9.      |

### Ostvareni rezultati na Prvenstvima Hrvatske
| Datum | Natjecanje         | Stil hrvanja    | Uzrast | Kategorija | Plasman |
| ----- | ------------------ | --------------- | ------ | ---------- | ------- |
| 2021. | Prvenstvo Hrvatske | Hrvanje za žene | U13    | 36         | Srebro  |
| 2022. | Prvenstvo Hrvatske | Hrvanje za žene | U13    | 39         | Zlato   |
| 2022. | Prvenstvo Hrvatske | Hrvanje za žene | U15    | 40         | Zlato   |
| 2023. | Prvenstvo Hrvatske | Hrvanje za žene | U15    | 42         | Zlato   |
| 2024. | Prvenstvo Hrvatske | Hrvanje za žene | U15    | 42         | Zlato   |
| 2024. | Prvenstvo Hrvatske | Hrvanje za žene | U17    | 43         | Zlato   |
| 2025. | Prvenstvo Hrvatske | Hrvanje za žene | U17    | 46         | Zlato   |

Izvor: UWW

## Nagrade i priznanja
- Najuspješnija hrvačica Hrvatske u uzrastu djevojaka do 15 godina u 2023. godini.[9]
- Najperspektivnija sportašica Grada Koprivnice za rezultate postignute u 2023. godini (nagrada se dodjeljuje jednom u ovoj kategoriji).[10]
- Najuspješnija hrvačica Hrvatske u 2024. godini u uzrastu djevojaka do 15 i 17 godina.[11][12]
- Nagrada za  iznimno postignuće u sportu za rezultate ostvarene u 2024. godini[13]
- Najuspješnija perspektivna sportašica Koprivničko-križevačke županije za rezultate ostvarene u 2024. godini.[14]
- Dobitnica stipendije Zaklade Marin Čilić za školsku godinu 2024./2025. [15]